# Richard Adjei

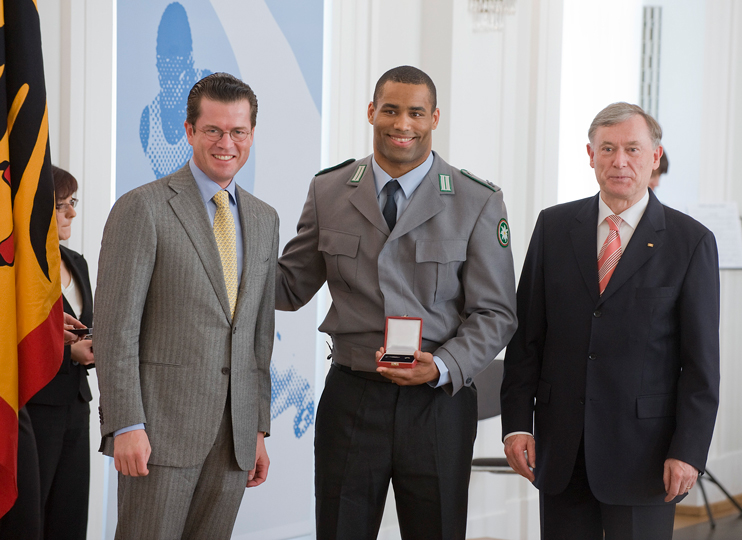
Richard Adjei (Mitte) bei der Auszeichnung mit dem Silbernen Lorbeerblatt durch Bundespräsident Horst Köhler am 30. April 2010 im Schloss Bellevue; links der damalige Verteidigungsminister Karl-Theodor zu Guttenberg

Richard „Richy“ Adjei (* 30. Januar 1983 in Düsseldorf; † 26. Oktober 2020 ebenda) war ein deutscher Bobsportler und American-Football-Spieler. Sein größter sportlicher Erfolg war der Gewinn der Silbermedaille als Anschieber von Thomas Florschütz im Zweierbob bei den Olympischen Winterspielen 2010 in Vancouver.

## Leben und Werdegang
Adjei wuchs in Düsseldorf-Flingern als Sohn eines ghanaischen Vaters und einer deutschen Mutter auf. Seine Ausbildung zum Fahrzeuglackierer absolvierte er in Düsseldorf. Er begann seine Laufbahn als Footballer bei den Düsseldorf Panthern. 2002 und 2003 war er Mitglied des Team Europe bei den NFL Global Junior Championship. 2003 stand er im Kader der deutschen Nationalmannschaft. Von 2004 bis 2006 spielte er für Rhein Fire. Bis zur Einstellung der NFL Europe im Juni 2007 war Adjei Linebacker des Football-Teams Berlin Thunder. Ab 2008 spielte er wieder für seinen Heimatclub Düsseldorf Panther, bis 2010 in der 2. Bundesliga und dann in der 1. Bundesliga.
Nachdem eine Verpflichtung durch einen NFL-Klub ausgeblieben war, wurde Adjei von Christoph Langen für den Bobsport angeworben. Er wurde als Anschieber Teil des Teams von Manuel Machata. Gemeinsam mit Machata wurde er in der Saison 2008/09 Vize-Juniorenweltmeister sowie Europacup-Gesamtsieger. In der Saison 2009/10 wurde er als Anschieber von Thomas Florschütz Bronzemedaillengewinner im Viererbob bei der Europameisterschaft und gewann mit Florschütz bei den Olympischen Winterspielen in Vancouver im Zweierbob die Silbermedaille und belegte im Viererbob Platz 4. Als Anschieber von Machata wurde er in der Saison 2010/11 Europameister sowie Weltmeister im Viererbob. Im April 2010 begann Adjei mit dem Handballspielen, beim TSV Kaldenkirchen wurde er Teil der Verbandsligamannschaft. Zuletzt war er als Fitness- und Jugendtrainer beim Regionalliga-Fußballverein FC Gießen tätig.
2007 rettete Richard Adjei in Tampa ein Kleinkind vor dem Ertrinken. Er starb 2020 im Alter von 37 Jahren an einem Herzinfarkt. Adjei war verheiratet.